# Cyclostomatida
Ne doit pas être confondu avec Cyclostomata.
Ordre
Synonymes
Cyclostomata Busk 1852
Les Cyclostomatida sont un ordre de bryozoaires, le seul représentant actuel de la classe des Stenolaemata. Ils étaient autrefois appelés Cyclostomata, un terme devenu obsolète pour cette signification (il désigne aujourd'hui un infra-embranchement de Vertébrés agnathes).

## Histoire
Les Cyclostomatida, connus depuis l'Ordovicien inférieur et dominants durant le Mésozoïque, constituent moins de 20% des faunes régionales de bryozoaires post-Crétacés. Ils forment habituellement des colonies délicates composées de zoïdes relativement isolés, faibles groupés ou fortement jointifs, comparativement simples, longs, grêlés et tubulaires, à parois calcaires fines et très poreuses.

## Liste des sous-taxons
Selon World Register of Marine Species (1 mars 2016) :
- sous-ordre Articulina
  - famille Crisiidae Johnston, 1838
  - famille Crisuliporidae Buge, 1979
- sous-ordre Cancellata
  - famille Calvetiidae Borg, 1944
  - famille Crisinidae d'Orbigny, 1853
  - famille Cytididae d'Orbigny, 1854
  - famille Horneridae Smitt, 1867
  - famille Petaloporidae Gregory, 1899
  - famille Pseudidmoneidae Borg, 1944
  - famille Stigmatoechidae Brood, 1972
- sous-ordre Cerioporina
  - famille Cerioporidae Reuss, 1866
  - famille Densiporidae Borg, 1944
  - famille Heteroporidae Waters, 1880
  - famille Tretocycloeciidae
- sous-ordre Fasciculina
  - famille Actinoporidae Vigneaux, 1949
  - famille Frondiporidae Busk, 1875
  - famille Hastingsiidae Borg, 1944
  - famille Semiceidae Buge, 1952
- sous-ordre Paleotubuliporina †
- sous-ordre Rectangulata
  - famille Lichenoporidae Smitt, 1867
- sous-ordre Tubuliporina
  - famille Annectocymidae Hayward & Ryland, 1985
  - famille Bereniceidae Buge, 1957
  - famille Cinctiporidae Boardman, Taylor & McKinney, 1992
  - famille Diaperoeciidae Canu, 1918
  - famille Diastoporidae Gregory, 1899
  - famille Entalophoridae Reuss, 1869
  - famille Idmoneidae Busk, 1859
  - famille Mecynoeciidae Canu, 1918
  - famille Multisparsidae Bassler, 1935
  - famille Oncousoeciidae Canu, 1918
  - famille Phaceloporidae Miller, 1889
  - famille Plagioeciidae Canu, 1918
  - famille Pustuloporidae Smitt, 1872
  - famille Stegohorneridae Borg, 1944
  - famille Stomatoporidae Pergens & Meunier, 1886
  - famille Terviidae Canu & Bassler, 1920
  - famille Tubuliporidae Johnston, 1838
  - Tubuliporoidea Incertae sedis
- famille Stegohorneridae Borg, 1944
- Cyclostomatida incertae sedis
  - 7 genres non-classés